# 일본 우정성
우정성(일본어: 郵政省)은 1949년 6월 1일부터 2001년 1월 5일까지 존재한 일본의 중앙행정기관이다. 우편 행정(우편 사업, 우편 대체, 우편환 등), 우체국 금융(우체국 저금, 간이 생명보험 등), 정보통신, 방송 행정에 대한 사무를 관장하였다. 2001년 1월 6일의 중앙 성청 개편때 총무성에 통합되었다. 장관은 우정대신(郵政大臣).

## 같이 보기
- 일본우정공사
  - 일본우정